# Ri Cruin

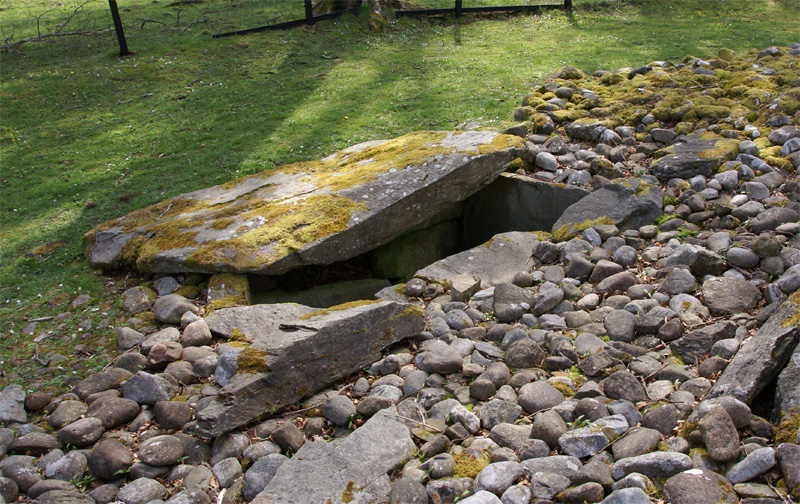
Steinkiste von Ri Cruin

Ri Cruin ist ein Steinhügel, der 200 m südlich des Weilers Ri Cruin im Tal von Kilmartin in Argyll and Bute in Schottland liegt. Ausgrabungen erfolgten 1870 durch Reginald J. Mapleton (1817–1892), 1929 durch J. Hewat Craw und V. G. Childe, der 1936 auch die Restaurierung vornahm. 

## Steinkiste 1
Der Steinhügel wurde errichtet, um die im Zentrum eines Erdhügels in einer Grube platzierte nördlichste der drei Steinkisten zu bedecken. Die nordost-südwest ausgerichtete Kiste misst 1,25 m × 0,62 m und ist 0,65 m tief. Sie wird von einer völlig überdimensionierten Platte (3,0 m × 1,05 m und 0,18 m stark) bedeckt. Der größte Teil des Kistenbodens wird durch eine sorgfältig eingefügte Platte gebildet. Der übrige Bodenraum war ordentlich mit kleinen Felsen gepflastert. Die Seitenplatten waren ausgekehlt, um die nördliche Endplatte zu halten. Mapleton entdeckte nur kremierte Knochen auf der Grundplatte.

## Steinkiste 2
Innerhalb des Steinmaterials des Hügels liegt, ungefähr sieben Meter nach Südosten und noch gerade innerhalb der Randsteine des Hügels, die Seitenplatte einer sekundären Steinkiste. Die Platte ist ausgekehlt, um eine Endplatte zu halten und Mapleton fand eine der Endplatten in situ. Die Steinkistenplatte misst ungefähr 1,1 m × 0,3 m. Es gab keine Funde. 

## Steinkiste 3
Südlich von Kiste 2 und gerade außerhalb der Randsteine des Hügels liegt in einer Grube die dritte Steinkiste. Sie wird jetzt teilweise durch den großen Deckstein bedeckt. Sie ist im Grundriss trapezoid und ungefähr ost-west-gerichtet. Die 0,8 m tiefe Kiste misst 2,0 m in der Länge, und verjüngt sich nach Osten hin von einem Meter auf 0,6 m. Jede der beiden Seitenwände besteht aus einem Plattenpaar. Die Nordwand bildet eine Gerade, während die Südwand nach innen eingeknickt ist. Die westliche Endplatte ist mit sieben eingepickten Äxten geschmückt. Es gab früher eine schmale vertikale Platte am Ostende der Steinkiste, die mit einer vertikalen Rille und rechtwinklig dazu kürzeren Armen mit knolligen Enden geschmückt war. Die Ritzung ist als Boot oder Hellebarde interpretiert worden. Die Platte wurde bei einem Feuer im Poltalloch Haus zerstört, aber ein Abdruck wird im Königlichen Museum Schottlands, in Edinburgh aufbewahrt. 
Der Steinhügel ist größtenteils wieder aufgebaut. Er hatte 18,3 m bis 19,5 m Durchmesser. Der Hügel war in einem Quadranten durch einen Kalkofen gestört worden, aber im Laufe der Rekonstruktion sind seine Spuren völlig entfernt worden. Spuren der Randsteine wurden auf dem Ost- und Südbogen (hier sind vier sichtbar) registriert.